# کوری لی
کوری لی (انگلیسی: Cory Lee؛ زادهٔ ۱۳ نوامبر ۱۹۸۴) یک موسیقی‌دان اهل کانادا است. وی از سال ۲۰۰۴ میلادی تاکنون مشغول فعالیت بوده‌است.
از فیلم‌ها یا برنامه‌های تلویزیونی که وی در آن نقش داشته‌است می‌توان به اره ۵، کلاهبردار و دگراسی : نسل بعدی اشاره کرد.